# سیلیکام
سیلیکام (انگلیسی: Silicom) شرکت فناوری اطلاعات اسرائیلی است، که در سال ۱۹۸۷ تأسیس شد.